# Serguéi Slonimski
Serguéi Mijáilovich Slonimski (en ruso: Серге́й Миха́йлович Слони́мский; San Petersburgo, 12 de agosto de 1932-Ibid., 9 de febrero de 2020) fue un compositor, pianista y musicólogo ruso y soviético. 

## Biografía
Hijo del escritor soviético Mijaíl Slonimski y sobrino del compositor ruso-estadounidense Nicolas Slonimsky. Estudió en el Colegio Musical de Moscú desde 1943 hasta 1950. Desde 1950, Slonimski estuvo en el Conservatorio de Leningrado. Estudió composición con Borís Arapov, Vissarión Shebalín y Orest Yevlajov, polifonía con Nicolái Uspenski y piano con Anna Artobolevskaya, Samari Savshinski y Vladímir Nielsen; y se volvió profesor en el Conservatorio de San Petersburgo. Aunque muchos de sus estudiantes fueron rusos, enseñó también a varios estudiantes internacionales de Colombia, Corea, China, Italia, Alemania, Irán y Estados Unidos . 
Slonimski que padecía una larga enfermedad, falleció a los ochenta y siete años en San Petersburgo el 9 de febrero de 2020 a causa de complicaciones surgidas tras una operación quirúrgica, según confirmó su esposa Raisa Slonimskaya. El sepelio se realizó el 13 de febrero en el cementerio Komarovsky de San Petersburgo.

## Música y estilo
Serguéi Slonimski compuso más de cien piezas: 5 óperas, 2 ballets, 34 sinfonías y obras en todos los géneros de música de cámara, vocal, coral, teatro y cine, incluyendo Pesn 'Volnitsy ( The Songs of Freedom, para mezzosoprano, barítono y orquesta sinfónica basada en canciones populares rusas, 1962), A Voice from the Chorus, una cantata con poemas de Aleksandr Blok, Concerto-Buffo, Concierto para piano ( Rapsodia judía ), Concierto para violonchelo, 24 preludios y fugas, etc. 
Mayormente ecléctico, experimentó con un estilo folklórico, así como con técnicas de 12 tonos y nuevas formas de notación. También utilizó formas y estilos de jazz y música neo-romántica. 

## Óperas
- Virinea, una ópera en 7 escenas. Libreto de S. Tsenin después de la novela de Lidia Seifulina (1967)
- La visión de Ioann el Terrible La tragedia rusa en 13 visiones con 3 epílogos y oberturas. Libretto de Ya. Gordin después de documentos históricos (1970)
- Drama monódico del zar Iksion después del antiguo mito y tragedia de Innokienti Ánnienski. Libreto de S. Slonimski (1970) estrenado el 31 de enero de 1981, Kuibyshev.
- Mary Stuart, una balada de ópera en 3 actos. Libreto de Y. Gordin después de la novela de Stefan Zweig (1980)
- Maestro y Margarita, una ópera de cámara en 3 actos. Libreto de Y. Dimitrin y V. Fialkovsky después de la novela de Mijaíl Bulgákov (1970), (1985) 25 '
- Hamlet, dramma per musica en 3 actos. Libretto de Ya. Gordin y S. Slonimsky después de la tragedia de Shakespeare traducida por Borís Pasternak, (1990)

## Ballets
- Ikarus, un ballet en 3 actos. Libreto de Y. Slonimski después de un antiguo mito griego (1971)
- Nuez mágica, ballet, libreto de Michael Shemjakin, 2005, estreno el 14 de mayo de 2005, Teatro Mariinski

## Filmografía seleccionada
- La República de ShKID (1966)
- El muro misterioso (1967)
- Impresiones de verano del planeta Z (1986)
- Mañana era la guerra (1987)